# احقاف الروزات
احقاف الروزات یک منطقهٔ مسکونی در لیبی است که در برقه واقع شده‌است.